# Lourdes Mohedano
Lourdes Mohedano Sánchez de Mora (Peñarroya-Pueblonuevo, 17 giugno 1995) è una ginnasta spagnola medaglia d'argento nel concorso a squadre alle Olimpiadi di Rio de Janeiro 2016; nella sua carriera vanta inoltre due titoli mondiali nella specialità delle 10 clavette.

## Biografia
Proveniente dal balletto, Mohedano ha iniziato a dedicarsi alla ginnastica ritmica nel 2000. Nel 2008 entra a far parte della nazionale spagnola juniores, e l'anno dopo disputa gli Europei di Baku di categoria con la squadra della Spagna. Nel 2011 debutta a livello senior partecipando ai Mondiali di Montpellier, dove la Spagna si piazza al 12º posto ed è costretta a disputare il Test event preolimpico per accedere alle Olimpiadi di Londra 2012. Alla fine la squadra spagnola riesce a qualificarsi, arrivando al primo posto nel Test event, e ai Giochi olimpici manca il podio piazzandosi dietro l'Italia terza classificata.
Ai campionati mondiali di Kiev 2013 Lourdes Mohedano vince il suo primo titolo nella specialità delle 10 clavette, confermandosi nuovamente campionessa del mondo negli stessi attrezzi ai successivi Mondiali di Smirne 2014. Al culmine di una serie di successi ottenuti con la Spagna, giunge la medaglia d'argento vinta alle Olimpiadi di Rio de Janeiro 2016.

## Palmarès
- Giochi olimpici

Rio de Janeiro 2016: argento nella gara a squadre.
- Campionati mondiali di ginnastica ritmica

Kiev 2013: oro nelle 10 clavette, bronzo nelle 3 palle / 2 nastri.
Smirne 2014: oro nelle 10 clavette.
Stoccarda 2015: bronzo nell'all-around.
- Campionati europei di ginnastica ritmica

Baku 2014: bronzo nelle 10 clavette.
Holon 2016: argento nelle 6 clavette / 2 cerchi, bronzo nei 5 nastri.